# Iniza

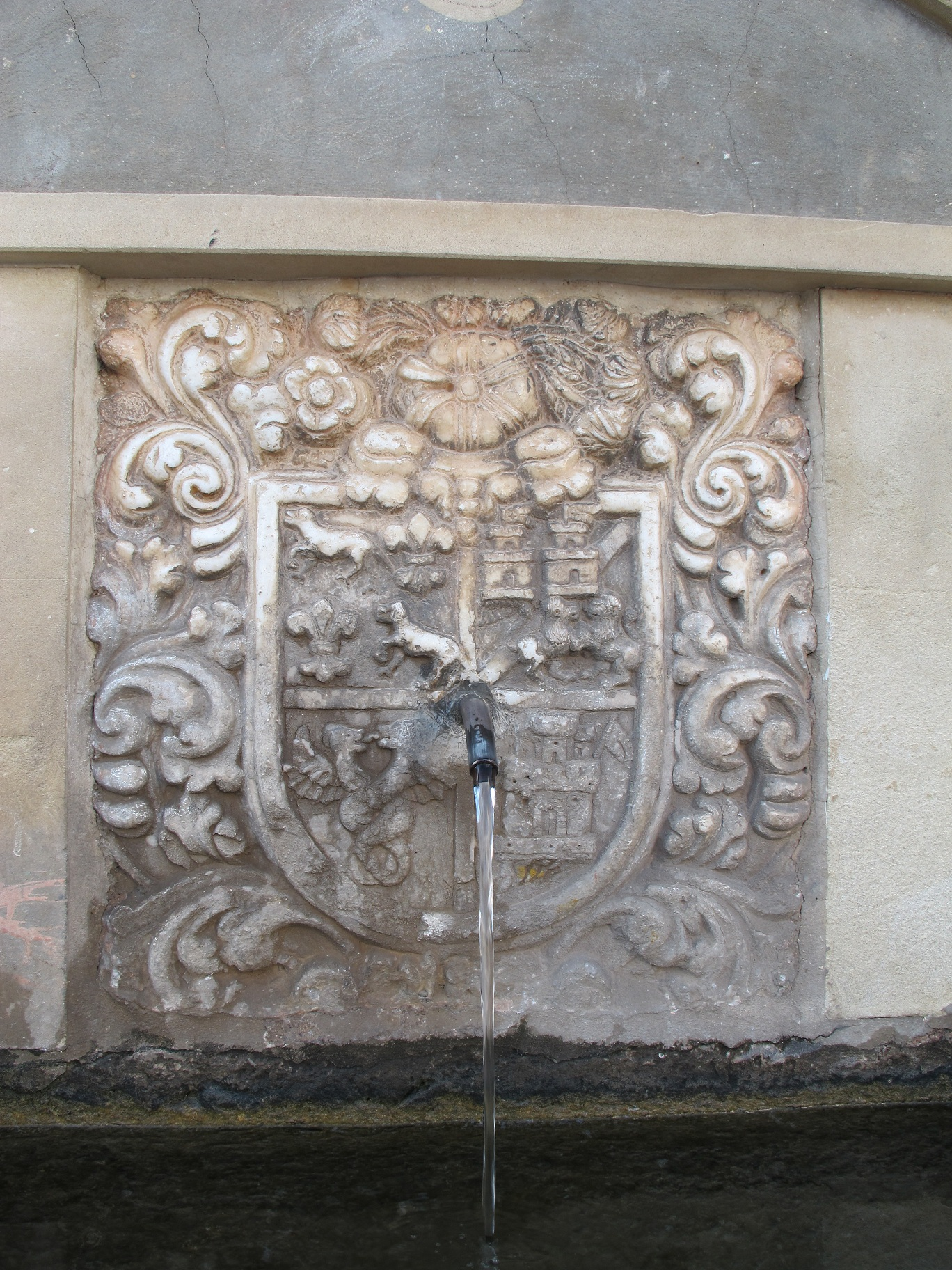
Escudo de los Marqueses de Iniza

Iniza también conocido como “Iniça” o “Inizar”, es un antiguo núcleo de población situado entre los términos municipales de los actuales Bayárcal y Paterna del Río.

## Historia
Según indica Carmen Trillo San José, profesora titular del área de Historia Medieval de la Universidad de Granada, existía al suroeste de Paterna el despoblado de Yniça, del que subsisten las referencias geográficas de “Iniza alta” e “Iniza baja” y, más al sur, se conocen las de “Loma de Iniza” y “loma de Hiniza”.
Se tiene constancia de la existencia de dos ràbitas (Açequia y Alcaria) que parece que fueron despobladas tras la sublevación morisca del año 1500.
Nuevamente poblada la zona, será despoblada definitivamente tras la Rebelión de los moriscos de 1568

## Patrimonio
Iglesia (+37° 0' 30.04", -2° 58' 14.16" – término municipal de Bayárcal):  fue construida bajo la prelatura del arzobispo Pedro Guerrero, nombrado prelado por el emperador Carlos V,  en los años anteriores a la Rebelión de los moriscos (1568) con el elevado coste de 1.133.000 maravedíes.
Formaba parte de la estrategia evangelizadora en la que los antiguos alfaquíes, convertidos al cristianismo, enseñaban a sus fieles la nueva religión en las antiguas mezquitas. También se edificarán nuevos templos, como en el caso de Iniza, siguiendo los modelos arquitectónicos musulmanes.
Así, constaba de planta rectangular con muros de sillería irregular enlucidos y alisados en el interior y decorados con motivos esgrafiados típicos del arte mudéjar (ver Iglesia del Rosario de Paterna del Río). Las formas constructivas con poca luz, fuertes muros y torre-campanario de tres cuerpos adelantada (derruida posteriormente y posiblemente albergó la sacristía), parecen indicar una clara intención defensiva y de refugio frente a los posibles ataques, así como una reafirmación del poder de la Iglesia.
Durante la Rebelión de los moriscos de 1568 la iglesia no sufrió desperfectos pero, una vez despoblado el lugar, en 1592 el carpintero Antonio Velázquez desmotó los elementos de la armadura del techo para reparar la de Bayárcal, que si había sido dañada.
Castillo (+37° 0' 24.98", -2° 57' 46.27" – término municipal de Paterna del Río): pese a que fácilmente se intuye la situación del castillo, pocos restos confirman su existencia: apenas los restos de un aljibe y algunos muros.
Su emplazamiento corresponde al estratégico paso natural entre la costa de Almería y la zona del Marquesado de Cenete (Granada) y Jaén, así como la confluencia de varias rutas de explotación de los yacimientos de la zona (hierro y plomo, de la vecina sierra de Gádor). También se producían en la zona objetos de hierro (muy abundante en esa sierra) y la famosa seda de la Alpujarra, ya referenciada en las crónicas de Ibn al-Jatib.

## Marquesado de Iniza
Título concedido por Real Decreto de 17 de junio de 1730 a favor de Francisco Rodríguez-Chacón González de Arévalo y Zuazo, 1.er marqués de Iniza (nacido en Paterna del Río el 31 de mayo de 1687 - fallecido el 23 de noviembre de 1746 en Berja.
En la actualidad (2012) el título recae sobre María Luisa Jiménez de la Serna y Moreno, 11.ª marquesa de Iniza (nacida en Granada el 15 de octubre de 1945).